# Projet KAME
Pour les articles homonymes, voir Kame (homonymie).
Le projet KAME est un effort commun de six compagnies au Japon de fournir une pile IPv6 et IPsec (pour IPv4 et IPv6) libre et gratuite pour les différents BSD. Le projet a commencé en 1998 et a été complété en Mars 2006.
Les parties concernées étaient:
- ALAXALA Networks Corporation
- Fujitsu, Ltd.
- Hitachi, Ltd.
- Internet Initiative Japan Inc.
- Keio University
- NEC Corporation
- Université de Tokyo
- Toshiba Corporation
- Yokogawa Electric Corporation

Les codes IPSec et IPv6 du projet KAME ont été intégrés dans DragonFly BSD, FreeBSD, NetBSD et OpenBSD, bien que le projet OpenBSD n'ait intégré que le code IPv6.